# الان بوكارا
الان بوكارا (14 مايو 1993 ببولون-بيانكور في فرنسا - ) (بالفرنسية: Ilan Boccara)‏ هو لاعب كرة قدم فرنسي وهولندي في مركز الوسط. شارك مع منتخب هولندا تحت 19 سنة لكرة القدم ومنتخب هولندا تحت 20 سنة لكرة القدم. أما مع النوادي، فقد لعب مع أكادمية باريس سان جيرمان وأياكس أمستردام ونادي إيفيان وشباب أياكس ونادي هبوعيل القدس وهبوعيل كفار سابا ‏.

## روابط خارجية
- الان بوكارا على موقع قاعدة بيانات كرة القدم.إي يو (الإنجليزية)
- الان بوكارا على موقع Soccerway.com (الإنجليزية)
- الان بوكارا على موقع AS.com (الإسبانية)